# Jens Zetlitz Monrad Kielland
Jens Zetlitz Monrad Kielland, född 29 juli 1866 i Stavanger, död 8 augusti 1926, var en norsk arkitekt. Han var brorson till Alexander Kielland.
Kielland uppförde bland annat järnvägsstationen i Bergen och åtskilliga lager- och bostadshus på Tyskbryggan där. Hans stil blev med tiden alltmer nationellt präglad. Kielland restaurerade flera medeltidskyrkor och utgav värdefulla arkeologiska avhandlingar.